# Aérodrome de Rarogne
L'aérodrome de Rarogne était un aérodrome militaire à usage civil situé à Rarogne dans le canton du Valais en Suisse.